# Патриарх (жилой дом)
Дом «Патриарх» — жилой дом, расположенный на углу Малой Бронной улицы и Ермолаевского переулка в Пресненском районе Центрального административного округа города Москвы. Здание было спроектировано архитекторами Сергеем Ткаченко, Олегом Дубровским, Еленой Грицкевич, Ольгой Скумс, Еленой Шмелёвой, Ильёй Вознесенским, Алексеем Кононенко и Михаилом Лейкиным и конструктором Еленой Скачковой в 1997—2000 годах и построено компанией "Экопроект+" в 2000—2002 годах. Здание считается характерным примером лужковского стиля в архитектуре Москвы.
Первоначально Ткаченко предлагал возвести на участке 12-этажный дом-яйцо — идефикс архитектора после нереализованного проекта родильного дома в форме яйца в Вифлееме. После отказа заказчика «Патриарха» от строительства здания со столь малой полезной площадью, Ткаченко также пытался включить концепцию яйца в оформление как конструкцию на крыше или элемент оформления парадного подъезда, но единственное «яичное», что осталось в здании, — яркий жёлтый цвет. В здании были запроектированы 28 квартир с дровяными каминами, подземная парковка, тренажёрный зал с бассейном, сауна и комната с искусственным снегом, а для перемещения между этажами были предусмотрены 3 лифта. Оформлением общественных пространств, включая холл с массивными зеркалами и колоннами тёмного мрамора с позолотой на капителях, занимался французский декоратор Жак Гарсия, над некоторыми частными интерьерами работала дизайнер Бриджит Саби.

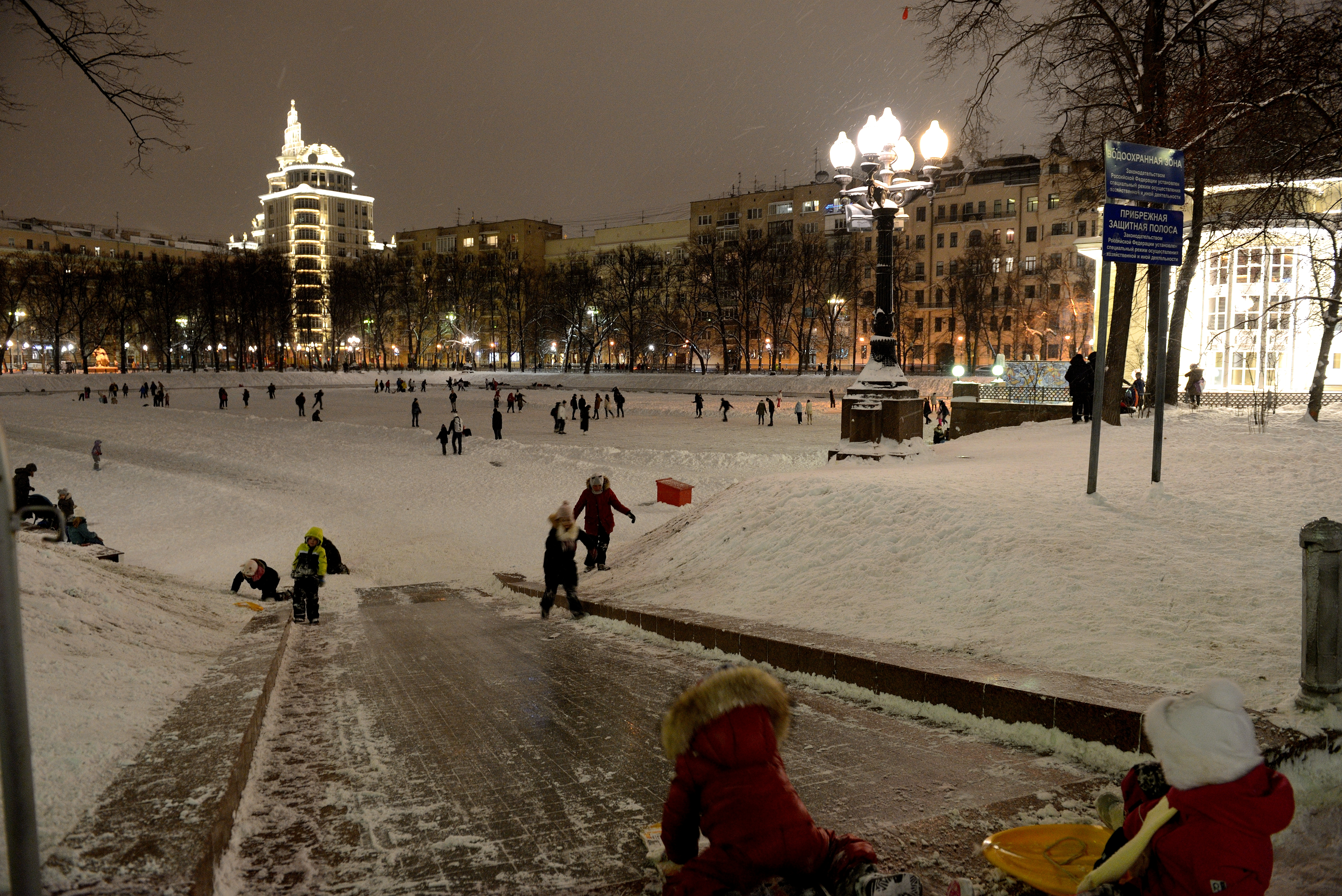
Подсветка фасада дома «Патриарх» в вечернее время, январь 2018 г.

Фасады «Патриарха», выходящие на Малую Бронную улицу и Ермолаевский переулок, украшены волютами на бетонных пилонах, а обращённый к Большому Патриаршему пруду угол вынесен вперёд и скруглён. Массивное 8-этажное здание жилого комплекса теснит соседний по Ермолаевскому переулку дом Московского архитектурного общества 1913 года постройки по проекту архитектора Дмитрия Маркова. Со стороны Большой Садовой улицы верхние уровни образуют 5 круглых ярусов, придающие зданию явное сходство с тортом.
На ярусах установлены скульптуры работы Владимира Курочкина: градостроитель, летописец, строитель с кирпичом, строитель с мастерком, диспут, муза, скульптор, каменотёс, страж города и добрый господин в античных одеждах. Все фигуры изготовлены из стеклопластика с покрытием под камень, лицам некоторых придано намеренное сходство с реальными людьми: так «градостроитель» — главный архитектор Москвы Александр Кузьмин, архитектор — сам Сергей Ткаченко, а в образе стража и доброго господина («кнута» и «пряника») первоначально планировалось изобразить инвесторов строительства. На крыше пентхауса «Патриарха» установлена абстрактная конструкция, по аналогии с «тортом» напоминающая безе. Другую часть крыши венчает уменьшенная копия нереализованного памятника III Коммунистического интернационала по проекту Владимира Татлина. Оба объекта выполнены из дерева, а «безе» также облицовано металлом.
«Патриарх» был неоднозначно воспринят архитектурным сообществом. Недоброжелатели характеризовали его как несоразмерный окружающей застройке, вызывающий, декоративный и помпезный китч. В 2012 году РИА Новости включили его в список наиболее уродливых зданий Москвы, а историк искусства Владимир Паперный причислил его к худшим образцам лужковской архитектуры. Другие критики, напротив, сочли «Патриарх» продуманным и по-своему остроумным проектом, а кураторы проекта «Строение номер…» в Музее архитектуры имени А. В. Щусева даже включили его в «собрание» музея и представили на отдельной выставке.